# Valernes
Valernes (Valèrna en occitan vivaro-alpin) est une commune française située dans le département des Alpes-de-Haute-Provence, en région Provence-Alpes-Côte d'Azur.
Le nom des habitants de Valernes est Valernais,.

## Géographie

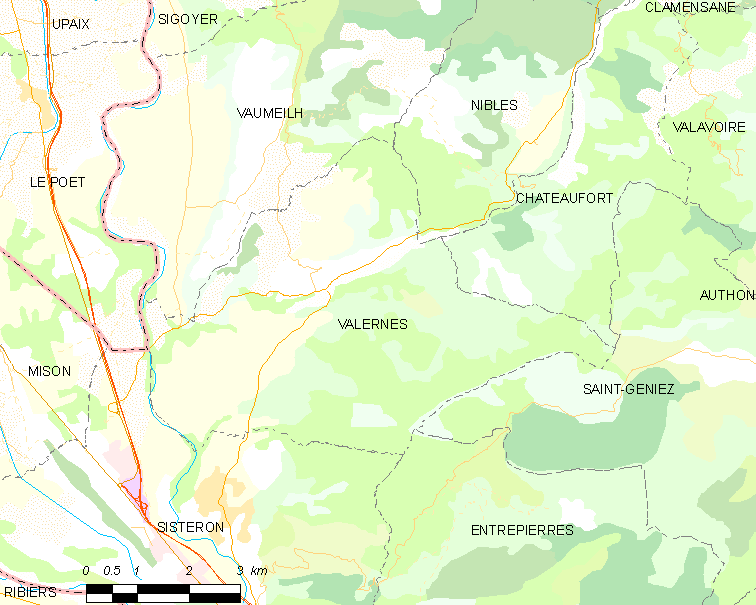
Valernes et les communes voisines (Cliquez sur la carte pour accéder à une grande carte avec la légende).

Le village est situé à proximité du confluent de la Durance et du Sasse, à 600 mètres d’altitude. Il est construit à l’extrémité d’une terrasse, entre les torrents du Sasse et de la Gourre qui ont creusé des vallées profondes. Le site est donc un site défensif en forme d’éperon barré.
Les communes limitrophes de Valernes sont Vaumeilh, Nibles, Châteaufort, Saint-Geniez, Entrepierres, Sisteron et Le Poët (Hautes-Alpes).

### Géologie

Massif des Alpes et localisation des Préalpes de Digne.

Le territoire se situe à l’est des Baronnies orientales, sur les formations calcaires provençales du Jurassique supérieur et du Crétacé inférieur (roches sédimentaires issues d'un ancien océan alpin), entre trois formations géologiques majeures des Alpes :
- la nappe de Digne à l'est[5], au niveau du lobe de Valavoire[6] : il s'agit d'une nappe de charriage, c'est-à-dire d'une dalle épaisse de près de 5 000 m qui s'est déplacée vers le sud-ouest durant l'Oligocène et la fin de la formation des Alpes. Les lobes (ou écailles) correspondent à la bordure découpée à l'ouest de la nappe ;
- la faille de la Durance à l’ouest.

Lors de la glaciation de Riss, le glacier de la Durance recouvre le plateau au nord du Sasse, et la plus grande partie du terrain qui se trouve au Sud, s’arrêtant sur les premières pentes de la montagne de Gâche. Lors de la glaciation de Würm, le glacier a une extension bien moins importante et ne fait qu’approcher les limites occidentales de la commune.

### Relief

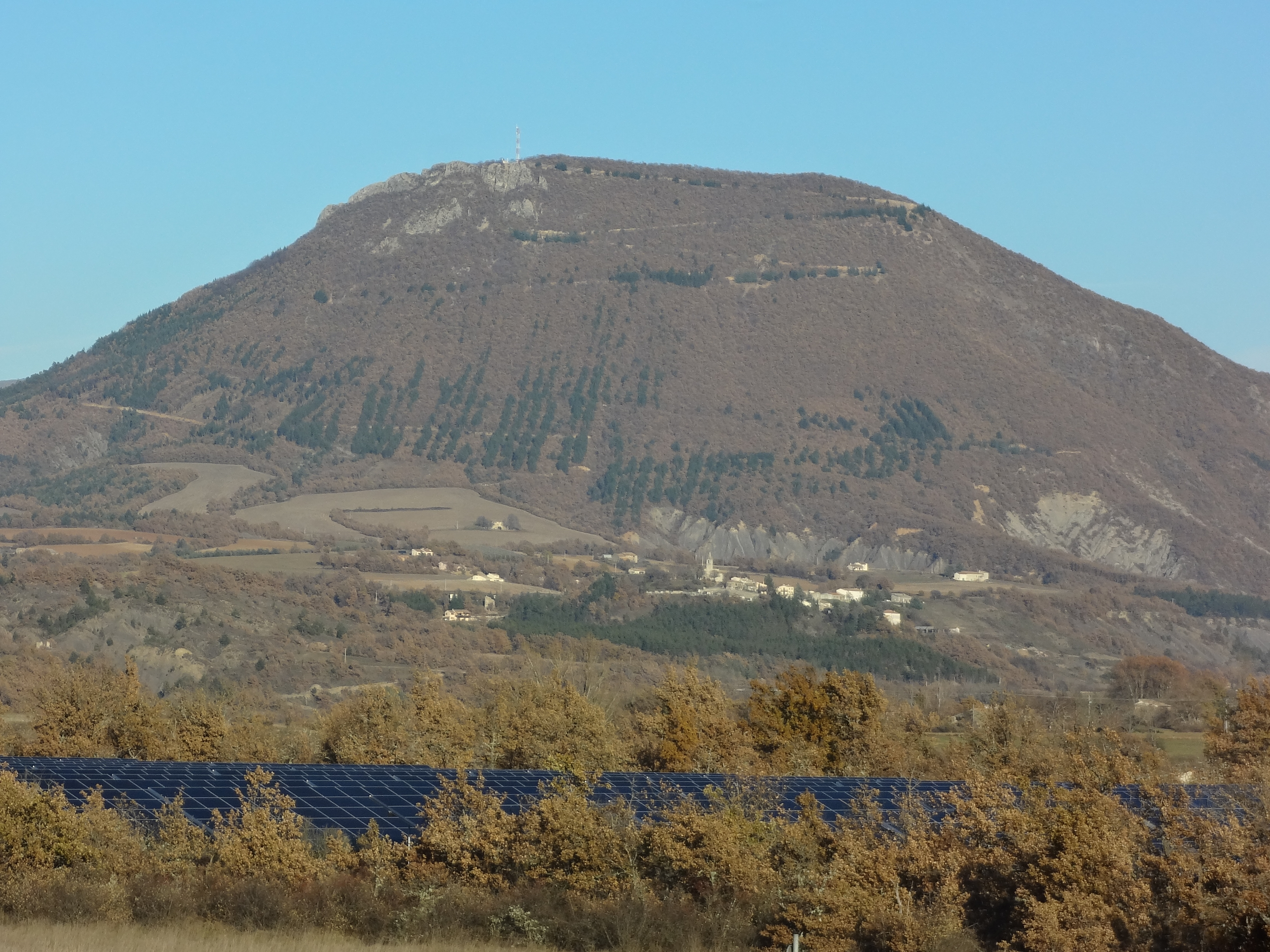
Rochers de Hongrie (1189 m).

Le territoire de Valernes est situé à la confluence de deux torrents importants, le Sasse et la Durance, qui coule en limite ouest de la commune. Quelques basses plaines alluviales, étroites, bordent ces deux torrents. Des terrasses, à une altitude de 520/530 m dominent la confluence. Au nord du Sasse, d’autres terrasses s’étagent jusqu’à 670 m d’altitude, profondément entaillées par des torrents. Ces terrasses s’élèvent jusqu’au pied des Rochers de Hongrie, 1 189 m, qui forment la limite avec la commune de Nibles.
Au sud du Sasse, en dehors de la terrasse de la Durance, le terrain est très vallonné. Il est dominé au sud par la montagne de Gâche, une longue crête orientée est-ouest à 1 300 m d’altitude environ (1 357 m en son point culminant à l’ouest).

### Hydrographie

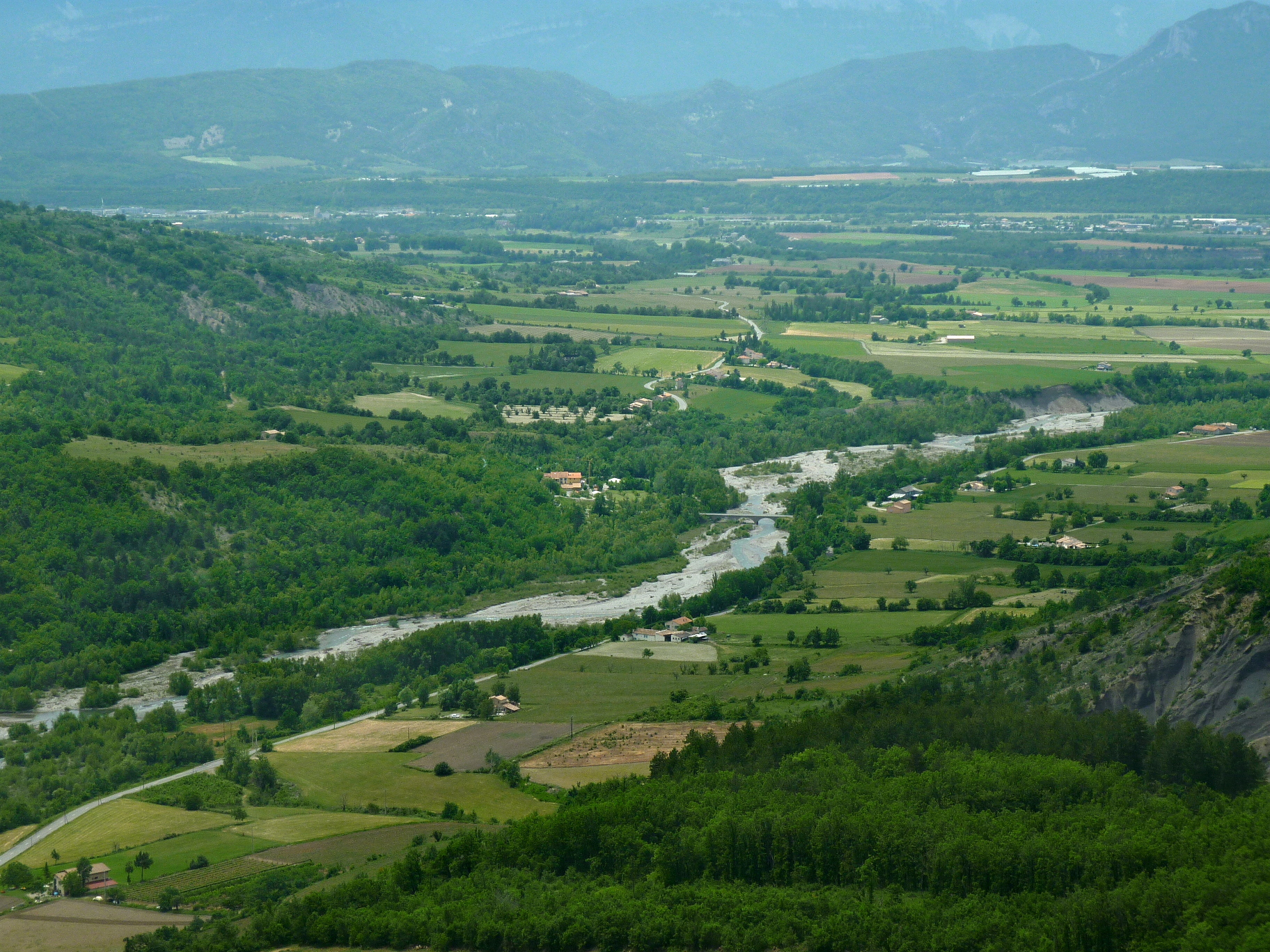
Vallée du Sasse.

La Durance est le principal cours d’eau de la commune, qu’elle borde en limite ouest. Le Sasse est son affluent : il traverse Valernes d’est en ouest dans un lit tressé. Il reçoit plusieurs torrents plus ou moins intermittents dans sa traversée de Valernes dont les principaux sont :
- en rive droite, le ravin de Riou Pugues et le ravin de la Gourre ;
- en rive gauche, le ravin de Fonssouret et le ravin de Peire.

Le seul affluent notable du Sasse est le torrent de Syriez, en rive gauche, peu avant le confluent avec la Durance, et qui fait la limite entre Vaumeilh et Valernes. La terrasse au sud du Sasse est également drainée par le ravin du Riau, qui se jette dans la Durance en empruntant une gorge encaissée. Il collecte également les eaux pluviales du versant ouest de la montagne de Gâche et forme la limite avec la commune de Sisteron.
Enfin, dévalant les pentes des Rochers de Hongrie, le torrent d’Engériès forme la limite avec Vaumeilh, avant de se jeter dans le torrent de Syriez.
Un petit canal d’irrigation prend ses eaux du Sasse et traverse toute la partie sud de Valernes, avant de rejoindre la Baume de Sisteron.

### Climat
Pour des articles plus généraux, voir Climat de Provence-Alpes-Côte d'Azur et Climat des Alpes-de-Haute-Provence.
En 2010, le climat de la commune est de type climat méditerranéen altéré, selon une étude du Centre national de la recherche scientifique s'appuyant sur une série de données couvrant la période 1971-2000. En 2020, Météo-France publie une typologie des climats de la France métropolitaine dans laquelle la commune est exposée à un climat de montagne ou de marges de montagne et est dans la région climatique Alpes du sud, caractérisée par une pluviométrie annuelle de 850 à 1 000 mm, minimale en été.
Pour la période 1971-2000, la température annuelle moyenne est de 11,4 °C, avec une amplitude thermique annuelle de 17,5 °C. Le cumul annuel moyen de précipitations est de 860 mm, avec 6,4 jours de précipitations en janvier et 4,8 jours en juillet. Pour la période 1991-2020, la température moyenne annuelle observée sur la station météorologique de Météo-France la plus proche, « Sisteron », sur la commune de Sisteron à 8 km à vol d'oiseau, est de 12,1 °C et le cumul annuel moyen de précipitations est de 835,0 mm. 
La température maximale relevée sur cette station est de 41 °C, atteinte le 28 juin 2019 ; la température minimale est de −18 °C, atteinte le 12 janvier 2010,,.
Les paramètres climatiques de la commune ont été estimés pour le milieu du siècle (2041-2070) selon différents scénarios d'émission de gaz à effet de serre à partir des nouvelles projections climatiques de référence DRIAS-2020. Ils sont consultables sur un site dédié publié par Météo-France en novembre 2022.

### Environnement
La commune compte 868 ha de bois et forêts, soit 30 % de sa superficie.

### Transports
La commune est desservie par trois routes départementales, dont deux qui se croisent au pied du village, dans la vallée du Sasse :
- la RD 951, qui vient de Sisteron en rive gauche de la Durance, traverse le Sasse puis remonte sa vallée en rive droite ;
- la RD 304, qui vient de la RD 1085 (ancienne route nationale 85), rive droite de la Durance, pénètre dans la commune au confluent du Sasse et de la Durance par le pont de Fombeton, remonte le Sasse rive droite, croise la RD 951 puis monte au village et se dirige ensuite vers le nord, en direction de Vaumeilh ;
- enfin, la RD 804, qui s’embranche sur la RD 951 et dessert la rive gauche du Sasse et entre dans le territoire de Châteaufort.

### Risques naturels et technologiques
Aucune des 200 communes du département n'est en zone de risque sismique nul. Le canton de La Motte-du-Caire auquel appartient Valernes est en zone 1a (sismicité très faible mais non négligeable) selon la classification déterministe de 1991, basée sur les séismes historiques, et en zone 4 (risque moyen) selon la classification probabiliste EC8 de 2011. La commune de Valernes est également exposée à trois autres risques naturels :
- feu de forêt,
- inondation,
- mouvement de terrain.

La commune de Valernes est de plus exposée à un risque d’origine technologique, celui de rupture de barrage,. Valernes se trouve dans la zone d’inondation spécifique du barrage de Serre-Ponçon, c’est-à-dire que la disparition brutale de ce barrage provoquerait une crue supérieure à la plus haute crue possible de la Durance. Concrètement, en cas de rupture, l’onde de submersion mettrait environ deux heures à parvenir à Valernes, puis le niveau de l’eau continuerait à monter pendant plus de deux heures, jusqu’à atteindre la cote de 516 m, soit l’altitude de la terrasse qui domine la vallée de la Durance. Elle remonterait également dans la vallée du Sasse. Au maximum, avant la décrue, la hauteur d’eau pourrait atteindre selon les endroits 38 à 50 mètres.
Aucun plan de prévention des risques naturels prévisibles (PPR) n’existe pour la commune et le Dicrim n’existe pas non plus.

## Urbanisme

### Typologie
Au 1er janvier 2024, Valernes est catégorisée commune rurale à habitat très dispersé, selon la nouvelle grille communale de densité à 7 niveaux définie par l'Insee en 2022.
Elle est située hors unité urbaine. Par ailleurs la commune fait partie de l'aire d'attraction de Sisteron, dont elle est une commune de la couronne,. Cette aire, qui regroupe 21 communes, est catégorisée dans les aires de moins de 50 000 habitants,.

### Occupation des sols
L'occupation des sols de la commune, telle qu'elle ressort de la base de données européenne d’occupation biophysique des sols Corine Land Cover (CLC), est marquée par l'importance des forêts et milieux semi-naturels (65,8 % en 2018), en augmentation par rapport à 1990 (62 %). La répartition détaillée en 2018 est la suivante : 
forêts (34,9 %), terres arables (23,2 %), milieux à végétation arbustive et/ou herbacée (22,5 %), zones agricoles hétérogènes (10,1 %), espaces ouverts, sans ou avec peu de végétation (8,4 %), cultures permanentes (0,9 %).
L'évolution de l’occupation des sols de la commune et de ses infrastructures peut être observée sur les différentes représentations cartographiques du territoire : la carte de Cassini (XVIIIe siècle), la carte d'état-major (1820-1866) et les cartes ou photos aériennes de l'IGN pour la période actuelle (1950 à aujourd'hui).

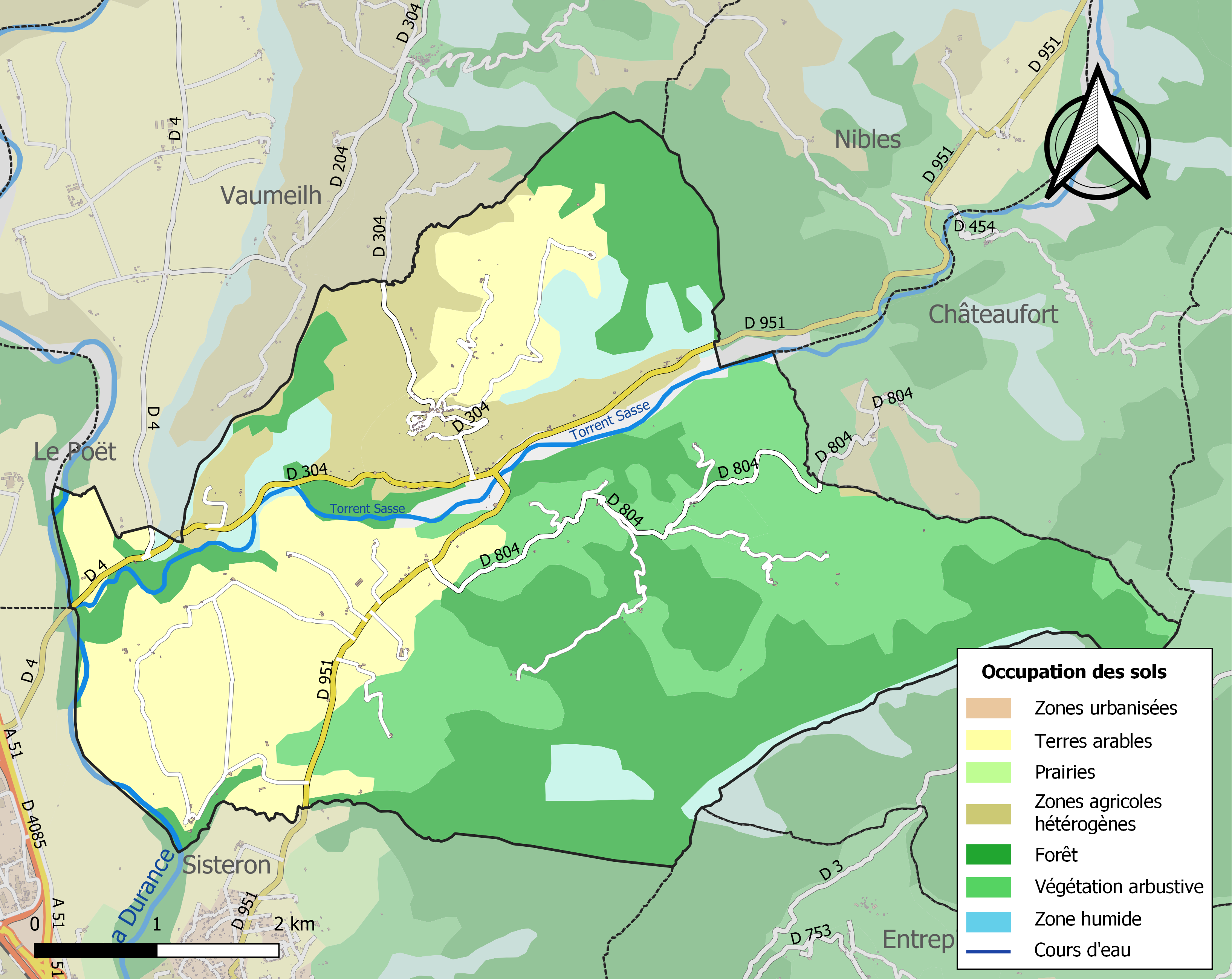
Carte de l'occupation des sols de la commune en 2018 (CLC).

## Toponymie
Le nom du village, tel qu’il apparaît la première fois en 739 (Corte mea Valerignaca), fait l’objet de différentes interprétations :
- selon Charles Rostaing, qui suit Skok sur ce sujet, le nom du village est tiré de celui d’un Romain, Valerinius[27] ;
- selon Ernest Nègre, le nom du village n’est pas tiré d’un nom latin, mais germanique, Waleranus[28].

## Histoire

### Antiquité
Dans l’Antiquité, le territoire de Valernes fait partie de celui des Sogiontiques (Sogiontii), dont le territoire s’étend du sud des Baronnies à la Durance, et recouvre une partie du massif des Monges. Les Sogiontiques sont fédérés aux Voconces, et après la conquête romaine, ils sont rattachés avec eux à la province romaine de Narbonnaise. Au IIe siècle, ils sont détachés des Voconces et forment une civitas distincte, avec pour capitale Segustero (Sisteron).
Des céramiques des Ier et IIe siècles ont été retrouvées au Lausis, derniers vestiges de la présence gallo-romaine à Valernes.

### Moyen Âge
La localité est signalée pour la première fois dans les chartes en 739,, puis à nouveau au XIe siècle. Le nom (corte, « cour », c’est-à-dire une grande villa avec une cour entourée de bâtiments) indique un grand domaine de type carolingien, dirigé par des hommes libres pour le compte de l’abbaye de Novalaise, et exploité par des esclaves ou des serfs. Quand ce domaine est cité pour la première fois, il appartient à Abbon, dernier patrice de Provence et neveu de l’évêque de Gap et de l’archevêque d'Embrun et principal personnage du sud-est de la Gaule à cette époque. Il lègue sa corte mea Valerignaca à l’abbaye de la Novalaise.
En 1069, le prieuré Saint-Heyriès (en référence à saint Arey, évêque de Gap) est donné avec la dîme et autres droits afférents à l’abbaye Saint-Victor de Marseille, ainsi que des terres. À cette époque, l’église du prieuré est aussi celle de la paroisse, jusqu’au début du XIIe siècle. Il est donné aux chanoines de Chardavon au XVe siècle. Au sud de la commune, le prieuré Saint-Didier appartient à l’abbaye de Saint-Guilhem-le-Désert jusqu’au XVe siècle, quand il passe à l’abbaye Sainte-Claire de Sisteron. Le prieuré Saint-Marcellin (au lieu-dit actuel les Monges) suit le même chemin,.
Aux XIe et XIIe siècles, c’est une dynastie locale qui règne sur le fief, et qui tire son nom du fief : les Valernes.
Au début du XIIIe siècle, l’habitat s’est concentré dans le village, qui forme un castrum. Valernes fait partie du douaire attribué à Béatrice de Savoie. Ensuite, les Laveno sont seigneurs du lieu (XIIIe siècle).
En 1335, la cour royale d’Aix achète la seigneurie, qui est offerte dès 1348 par la reine Jeanne, à Guillaume II Roger, frère du pape. Pour le remercier, elle érige le fief en vicomté par lettres patentes en 1350,. La nouvelle vicomté comprenait les communautés de Bayons, Vaumeilh, la Motte, Bellaffaire, Gigors, Lauzet, les Mées, Mézel, Entrevennes et le Castellet, avec leurs juridictions et dépendances.
La mort de la reine Jeanne Ire ouvre une crise de succession à la tête du comté de Provence, les villes de l’Union d'Aix (1382-1387) soutenant Charles de Duras contre Louis Ier d'Anjou. Le vicomte de Valernes, Raymond de Beaufort, se rallie aux Angevins en 1385, après la mort de Louis Ier.
En 1391, le routier Guilhin Camisard, basé à Lazer est capturé par le vicomte de Valernes, Raymond de Beaufort, et enfermé au château de Valernes, où il meurt.
Au début du XIVe siècle, le château abrite une importante activité : si le vicomte ne réside pas à Valernes, sa troisième épouse, Catherine de La Garde, y est à demeure, avec une domesticité d’une quarantaine de personnes. C’est l’époque où le château atteint son plus haut niveau de splendeur : il ouvrait par deux portes, nommées Revellin et Pascal. Il disposait d’une salle d’apparat, d’une salle d’armes, d’appartements, de pièces destinées aux réserves, au cellier, d’une boulangerie avec son four, de caves, d’écuries. Le grenier était placé sous la chambre de la vicomtesse.
La communauté voisine de Vaux, qui comptait 9 feux au dénombrement de 1315, est fortement dépeuplée par la crise du XIVe siècle (Peste noire et guerre de Cent Ans) et annexée par celle de Valernes au XVe siècle. Les deux communautés relevaient de la baillie de Sisteron.

### Temps modernes
En 1561, une chapelle Notre-Dame-et-Saint-Étienne est construite dans l’enceinte du château. Le village, qui compte 90 maisons, est équipé d’un hôpital, d’écoles, plus un four et un moulin à huile.
En 1579, la vicomté de Valernes est divisée en de multiples parts, les Mas-Castellane étant les principaux bénéficiaires. Ils héritent notamment du fief de Valernes, qui reste dans leur famille jusqu’en 1625. Il passe ensuite aux Bernardi, qui le conservent jusqu’à la Révolution. Un nouveau fief est constitué à partir du prieuré de Saint-Didier, propriété de l’évêque de Gap Pierre Paparin de Chaumont, qui le fait élever au rang de fief pour son neveu, Claude de Château-Gaillard, en 1590. Le fief reste ensuite dans la famille jusqu’à la Révolution française,.
Pendant les guerres de religion, le village est occupé par les protestants, et a ses murailles démolies en 1586. À la veille de la Révolution française, il existait deux fiefs sur le territoire de Valernes : le fief de Valernes proprement dit et celui de Saint-Didier, dont le siège est situé au château qui domine la Durance (d’après l’état d’afflorinement de 1783).

### Révolution française
Le domaine du château Saint-Didier, des ursulines de Gap, est vendu comme bien national en février 1791.
Le château est pillé en mars 1792. La société patriotique de la commune fait partie des 21 premières créées dans les Basses-Alpes, le 11 mai 1792 ; elle s’affilie à la société de Marseille en août. Environ 60 à 80 % de la population masculine la fréquente. En 1793, le château est mis aux enchères pour démolition par les administrateurs du district de Sisteron, et entièrement mis à bas,.
Pendant la Révolution, le prieuré Saint-Heyriès, déclaré bien national, est vendu comme tel.

### Époque contemporaine
Un bac permettant de traverser la Durance existe de 1809 à 1840.
Le coup d'État du 2 décembre 1851 commis par Louis-Napoléon Bonaparte contre la Deuxième République provoque un soulèvement armé dans les Basses-Alpes, en défense de la Constitution. Après l’échec de l’insurrection, une sévère répression poursuit ceux qui se sont levés pour défendre la République : 8 habitants de Valernes sont traduits devant la commission mixte, la peine la plus courante étant la déportation en Algérie.
Jusqu’au milieu du XXe siècle, la vigne était cultivée dans la commune, uniquement pour l’autoconsommation. Cette culture a depuis été abandonnée,.

## Politique et administration

### Administration municipale
De par sa taille, la commune dispose d'un conseil municipal de 11 membres (article L2121-2 du Code général des collectivités territoriales). Lors du scrutin de 2008, il y eut deux tours (dix élus au premier tour et un au second) et Joël Corbon a été élu conseiller municipal avec le sixième total de 110 voix, soit 58,21 % des suffrages exprimés. La participation a été de 84,38 %. Il a ensuite été nommé maire par le conseil municipal.

### Liste des maires
L'élection du maire est la grande innovation de la Révolution de 1789. De 1790 à 1795, les maires sont élus au suffrage censitaire pour 2 ans. De 1795 à 1800, il n’y a pas de maires, la commune se contente de désigner un agent municipal qui est délégué à la municipalité de canton.
En 1799-1800, le Consulat revient sur l'élection des maires, qui sont désormais nommés par le pouvoir central. Ce système est conservé par les régimes suivants, à l'exception de la Deuxième République (1848-1851). Après avoir conservé le système autoritaire, la Troisième République libéralise par la loi du 5 avril 1884 l'administration des communes : le conseil municipal, élu au suffrage universel, élit le maire en son sein.
| Période                                  | Période      | Identité            | Étiquette | Qualité     |
| ---------------------------------------- | ------------ | ------------------- | --------- | ----------- |
| mai 1945                                 |              | Clovis Parraud      |           |             |
|                                          |              |                     |           |             |
| 1983                                     |              | Marc Jourdan        |           |             |
| avant 2005                               | octobre 2016 | Gérard Euloge       | DVD       | Agriculteur |
| novembre 2016                            | En cours     | Jean-Christophe Pik |           |             |
| Les données manquantes sont à compléter. |              |                     |           |             |

### Intercommunalité
Valernes fait partie :
- de 2006 à 2017, de la communauté de communes du Sisteronais ;
- à partir du 1er janvier 2017, de la communauté de communes Sisteronais-Buëch.

### Instances judiciaires et administratives
Valernes est une des 34 communes du canton de Seyne depuis 2015, qui totalise 8 377 habitants en 2012. La commune fait partie de l’Arrondissement de Sisteron du 17 février 1800 au 10 septembre 1926, date de son rattachement à l'arrondissement de Forcalquier.et de la deuxième circonscription des Alpes-de-Haute-Provence. Valernes fait partie du canton de La Motte-du-Caire de 1793 à 2015 (Lamotte de 1793 à 1801). La commune fait partie des juridictions d’instance de Forcalquier, de la prud'homale de Manosque, et de grande instance de Digne-les-Bains.

### Fiscalité locale
| Taxe                                        | Part communale | Part intercommunale | Part départementale | Part régionale |
| ------------------------------------------- | -------------- | ------------------- | ------------------- | -------------- |
| Taxe d'habitation                           | 1,00 %         | 0,66 %              | 5,53 %              | 0,00 %         |
| Taxe foncière sur les propriétés bâties     | 7,72 %         | 1,94 %              | 14,49 %             | 2,36 %         |
| Taxe foncière sur les propriétés non bâties | 19,50 %        | 4,07 %              | 47,16 %             | 8,85 %         |
| Taxe professionnelle                        | 5,59 %         | 1,21 %              | 10,80 %             | 3,84 %         |

La part régionale de la taxe d'habitation n'est pas applicable.
La taxe professionnelle est remplacée en 2010 par la cotisation foncière des entreprises (CFE) portant sur la valeur locative des biens immobiliers et par la contribution sur la valeur ajoutée des entreprises (CVAE) (les deux formant la contribution économique territoriale (CET) qui est un impôt local instauré par la loi de finances pour 2010).

## Population et société

### Démographie
L'évolution du nombre d'habitants est connue à travers les recensements de la population effectués dans la commune depuis 1765. Pour les communes de moins de 10 000 habitants, une enquête de recensement portant sur toute la population est réalisée tous les cinq ans, les populations de référence des années intermédiaires étant quant à elles estimées par interpolation ou extrapolation. Pour la commune, le premier recensement exhaustif entrant dans le cadre du nouveau dispositif a été réalisé en 2008.
En 2022, la commune comptait 242 habitants, en évolution de −4,35 % par rapport à 2016 (Alpes-de-Haute-Provence : +2,84 %, France hors Mayotte : +2,11 %).
| 1765 | 1793 | 1800 | 1806 | 1821 | 1831 | 1836 | 1841 | 1846 |
| ---- | ---- | ---- | ---- | ---- | ---- | ---- | ---- | ---- |
| 541  | 686  | 646  | 658  | 643  | 687  | 701  | 702  | 711  |

| 1851 | 1856 | 1861 | 1866 | 1872 | 1876 | 1881 | 1886 | 1891 |
| ---- | ---- | ---- | ---- | ---- | ---- | ---- | ---- | ---- |
| 681  | 707  | 662  | 591  | 623  | 590  | 583  | 572  | 488  |

| 1896 | 1901 | 1906 | 1911 | 1921 | 1926 | 1931 | 1936 | 1946 |
| ---- | ---- | ---- | ---- | ---- | ---- | ---- | ---- | ---- |
| 497  | 437  | 431  | 412  | 316  | 300  | 285  | 252  | 229  |

| 1954 | 1962 | 1968 | 1975 | 1982 | 1990 | 1999 | 2006 | 2008 |
| ---- | ---- | ---- | ---- | ---- | ---- | ---- | ---- | ---- |
| 218  | 191  | 174  | 142  | 178  | 222  | 231  | 239  | 241  |

| 2013 | 2018 | 2022 | - | - | - | - | - | - |
| ---- | ---- | ---- | - | - | - | - | - | - |
| 256  | 247  | 242  | - | - | - | - | - | - |

| 1315     | 1471    |
| -------- | ------- |
| 168 feux | 82 feux |

L'histoire démographique de Valernes, après la saignée des XIVe et XVe siècles et le long mouvement de croissance jusqu'au début du XIXe siècle, est marquée par une période d'« étale » où la population reste relativement stable à un niveau élevé. Cette période dure très longtemps à Valernes, de la fin du XVIIIe siècle à 1861. L'exode rural provoque ensuite un mouvement de recul démographique important. En 1921, la commune a perdu plus de la moitié de sa population par rapport au maximum historique de 1846. Le mouvement de baisse se poursuit jusqu'aux années 1970. Depuis, le mouvement s'est inversé, et la population croît depuis quarante ans.

### Enseignement
La commune est dotée d’une école primaire publique,. Ensuite les élèves sont affectés au collège Marcel-Massot. Puis ils poursuivent au lycée de la cité scolaire Paul-Arène à Sisteron,.

## Économie

### Agriculture
Les agriculteurs de la commune de Valernes ont droit à un label appellation d'origine contrôlée (AOC) (huile essentielle de lavande de Haute-Provence) et à neuf labels indication géographique protégée (IGP) (pommes des Alpes de Haute-Durance, miel de Provence, agneau de Sisteron, alpes-de-haute-provence (IGP) blanc, rouge et rosé et VDP de Méditerranée blanc, rouge et rosé).

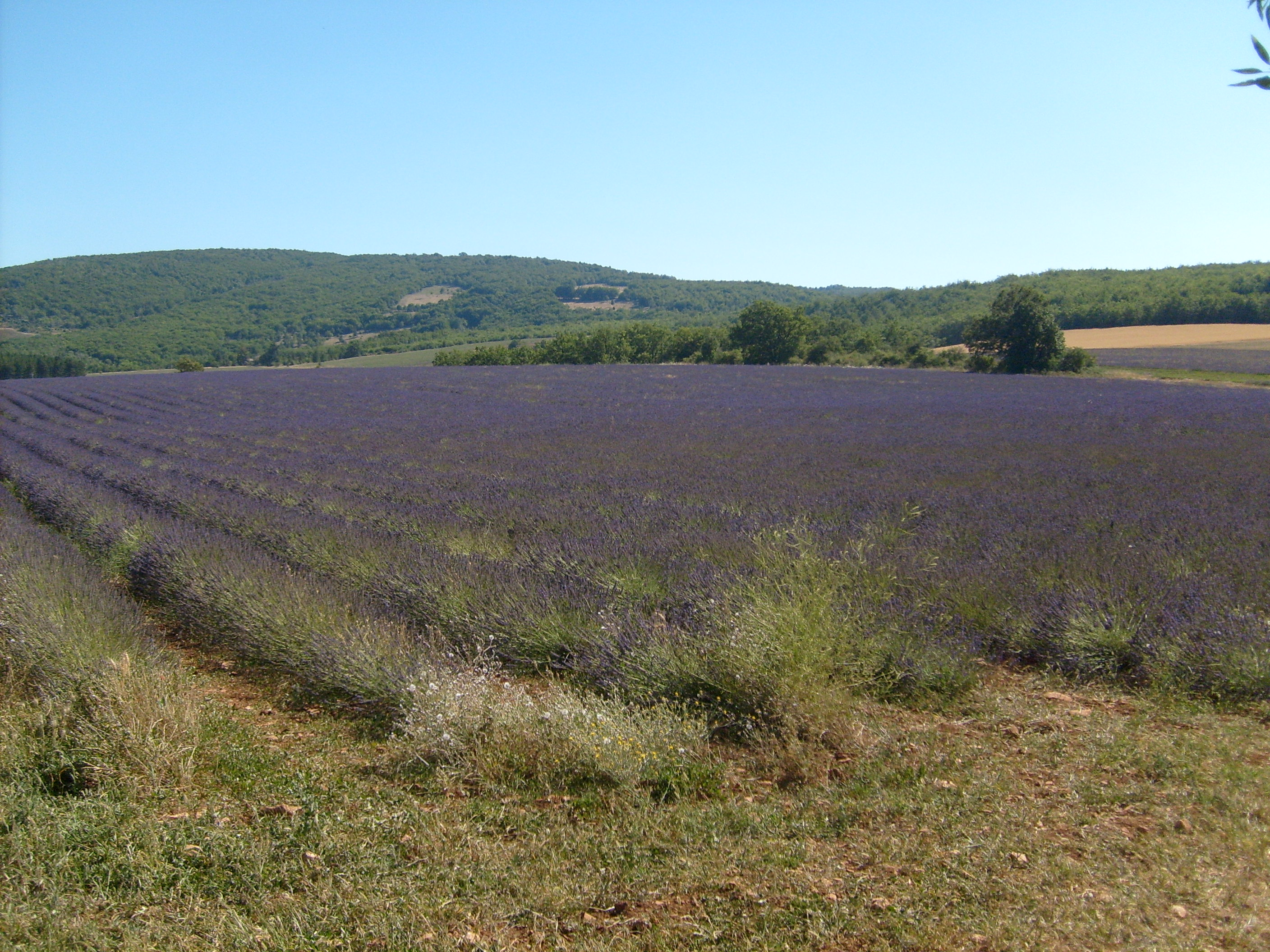
Champ de lavande sur le plateau d'Albion.
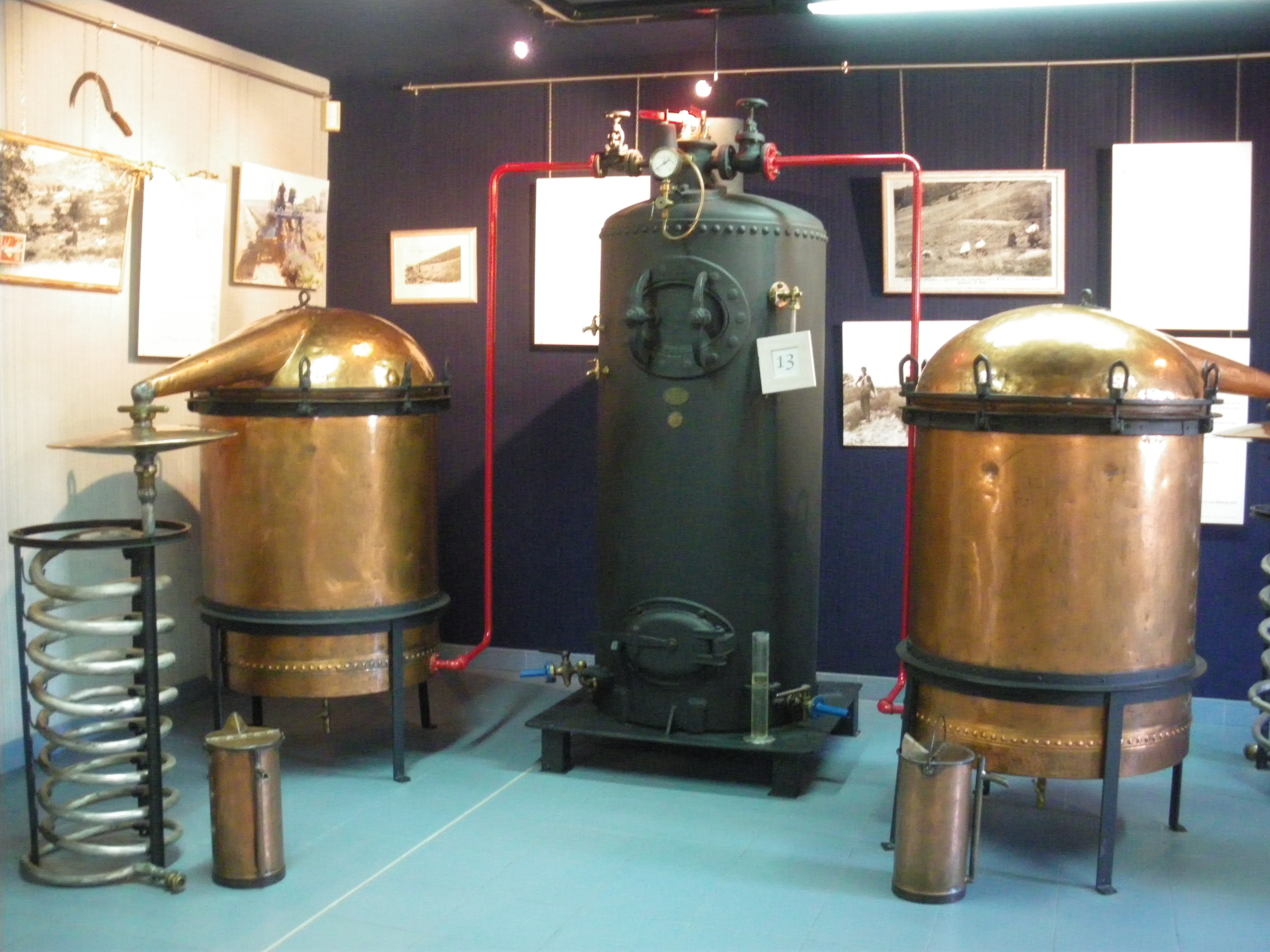
Alambics pour distiller la lavande.
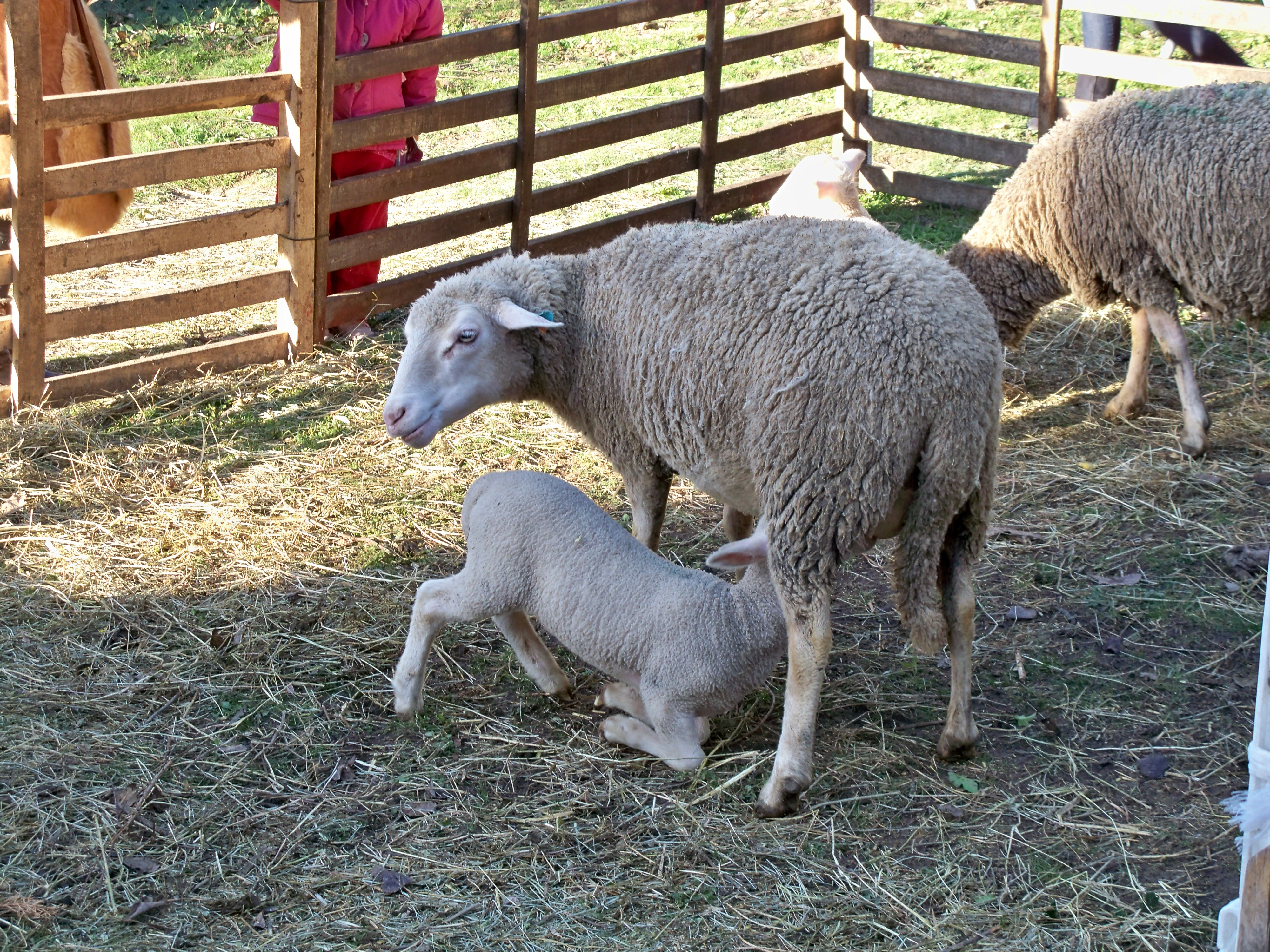
Agneau de Sisteron élevé sous sa mère.
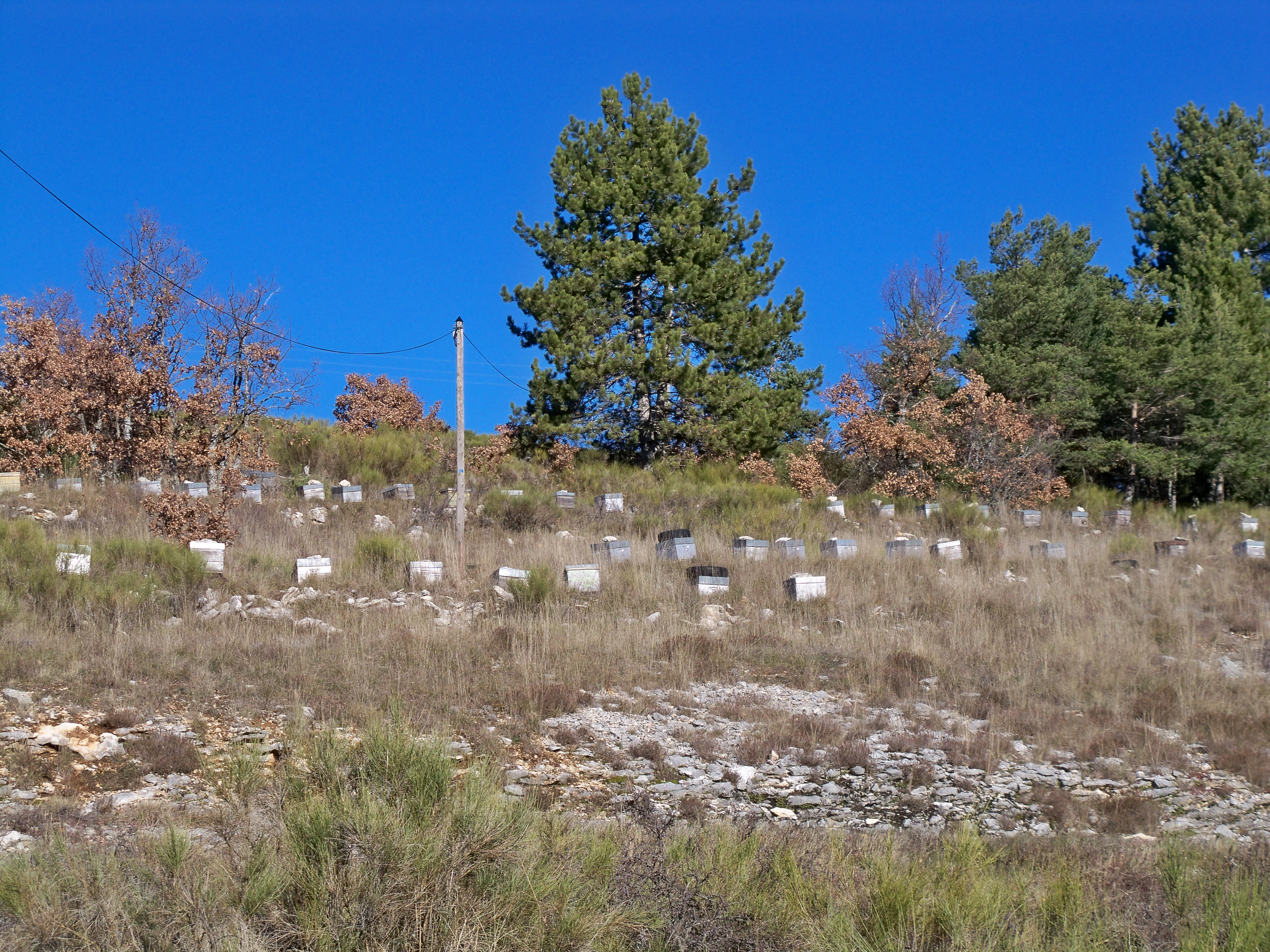
Ruches à la combe du Pommier.
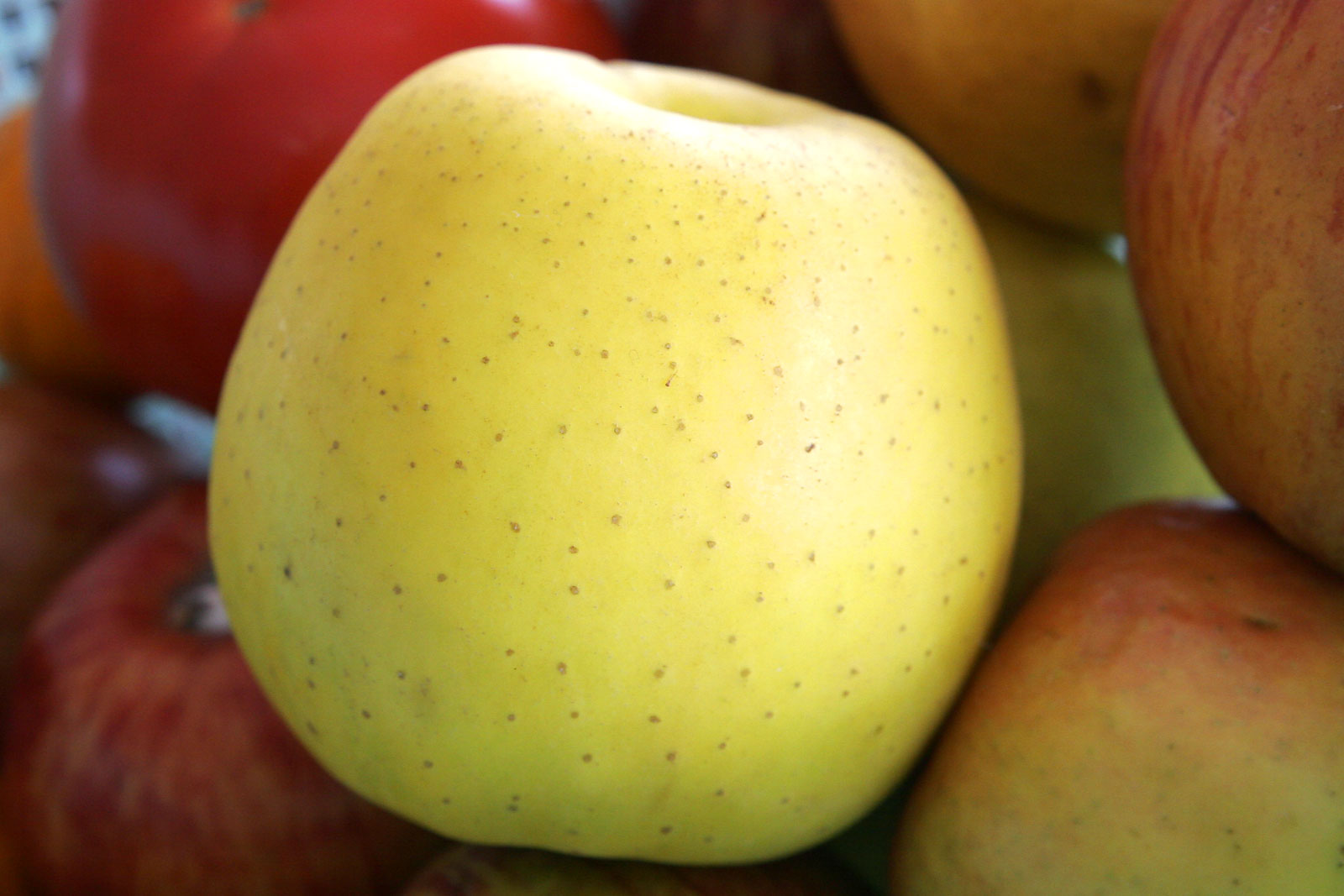
Golden et gala.

## Lieux et monuments

### Architecture civile

Pont de Fombeton.
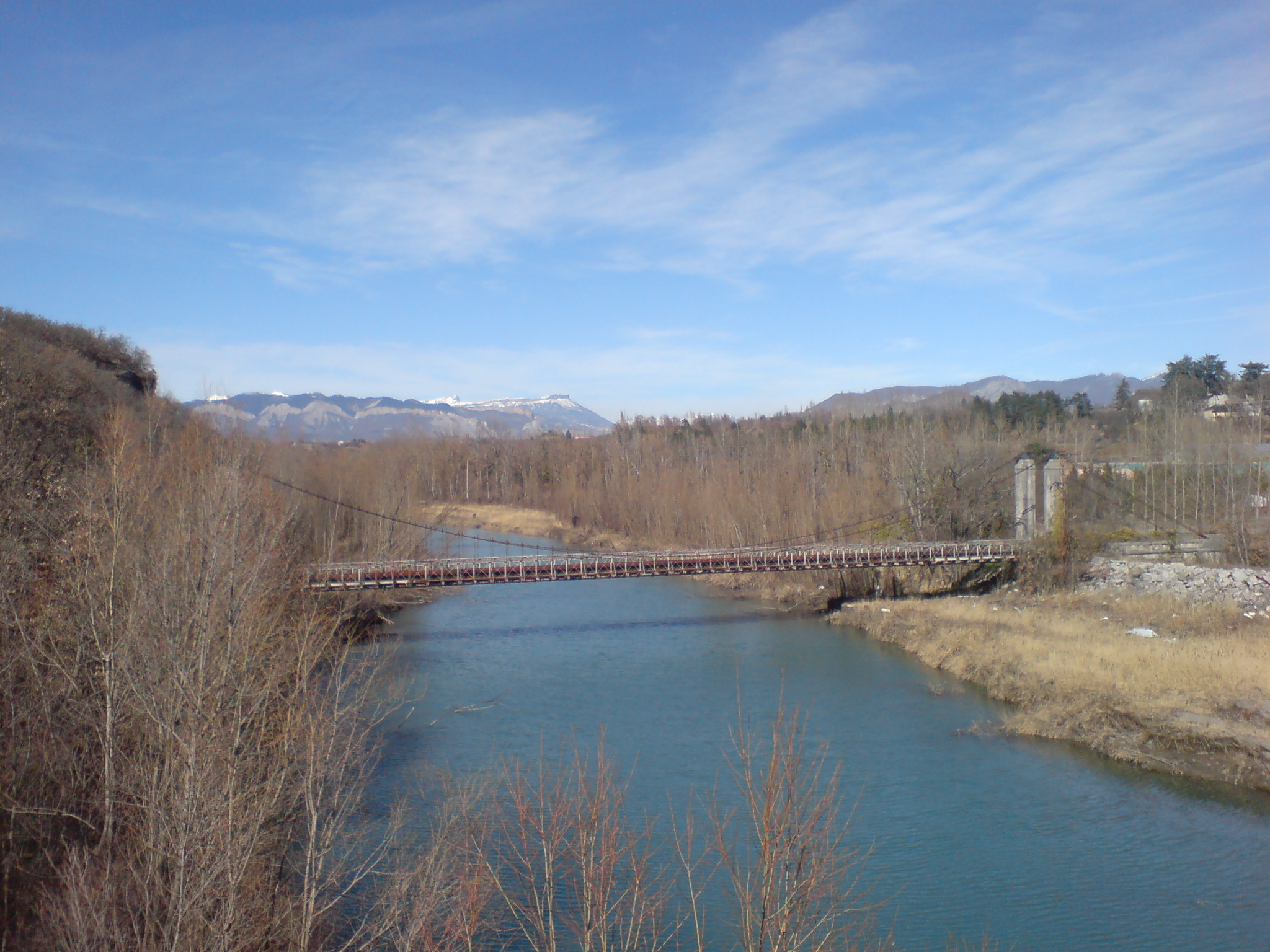
Pont de Fombeton, sur la Durance.
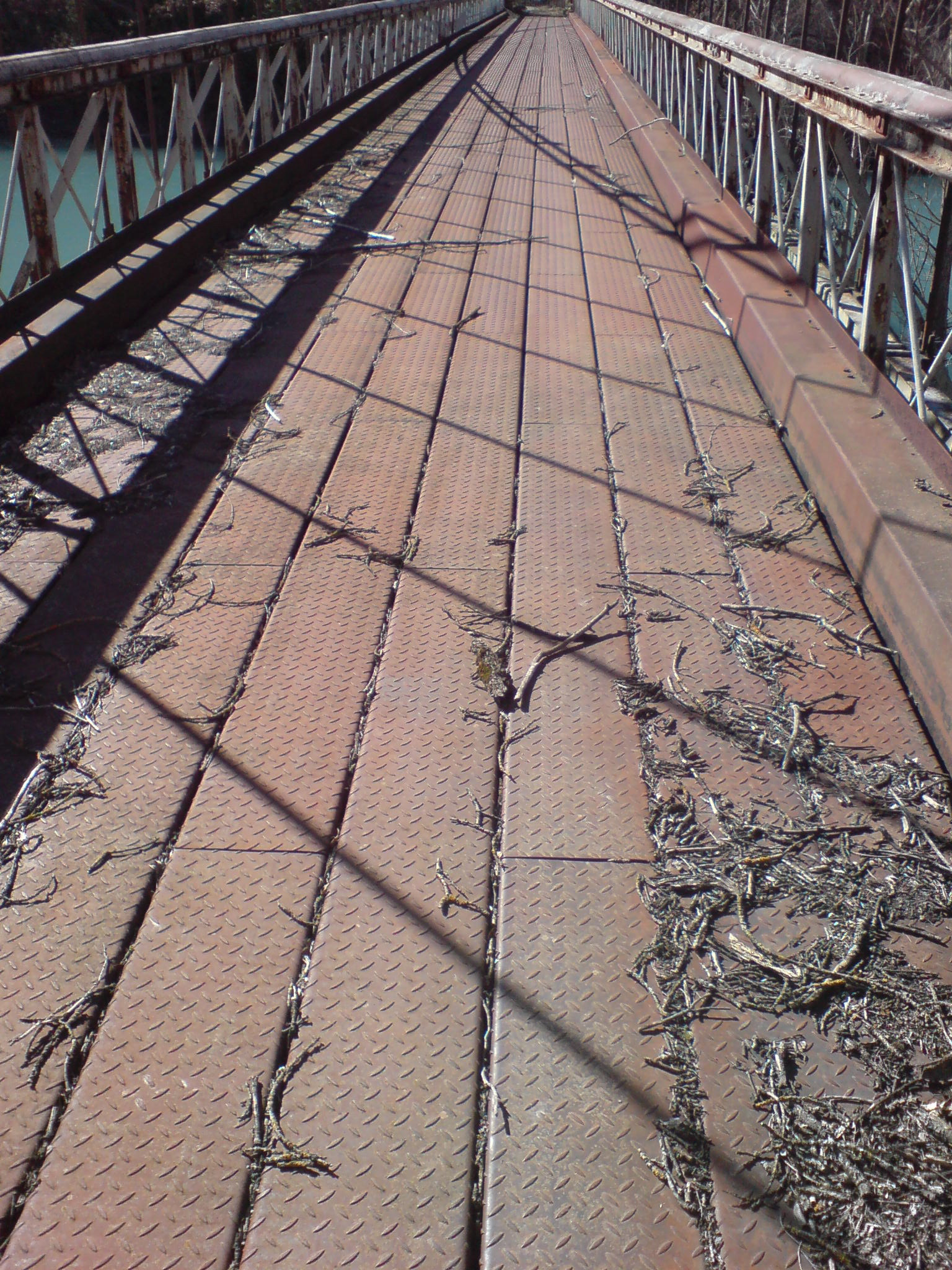
Platelage en acier.
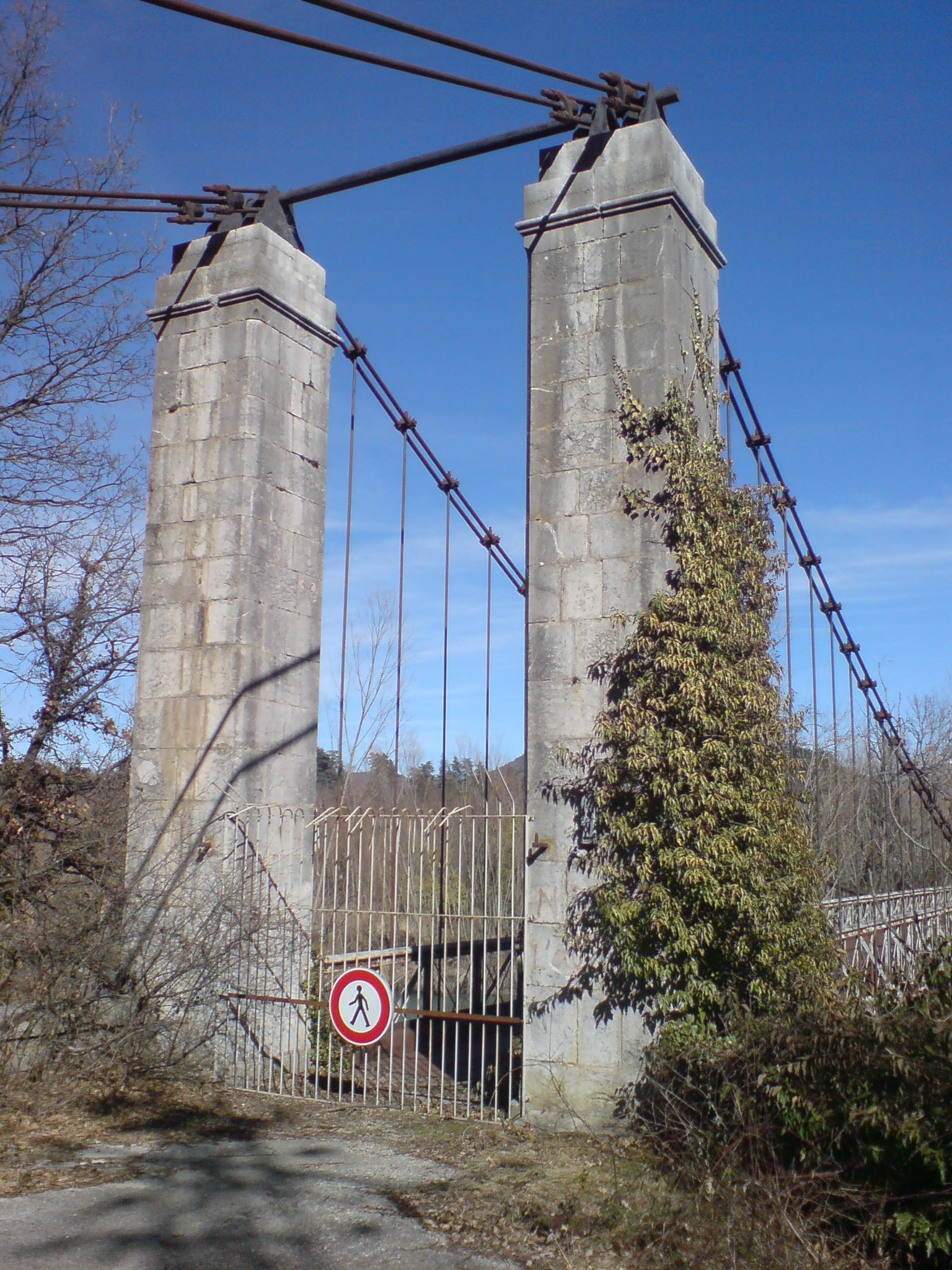
Portique rive droite.

Deux ponts assez anciens et importants sont remarquables :
- le pont de Fombeton, sur la Durance, proche du confluent de la Sasse, est construit par Boniface de Fombeton dans les années 1840. Il est mis en service en 1847, avec une concession de 60 ans. Le péage est racheté en 1880. C’est un pont suspendu de 71 m de long. Actuellement fermé à la circulation, ses voies d’accès sont envahies par la végétation[69] ;
- le pont sur le Sasse est emprunté par la RD 951[70].

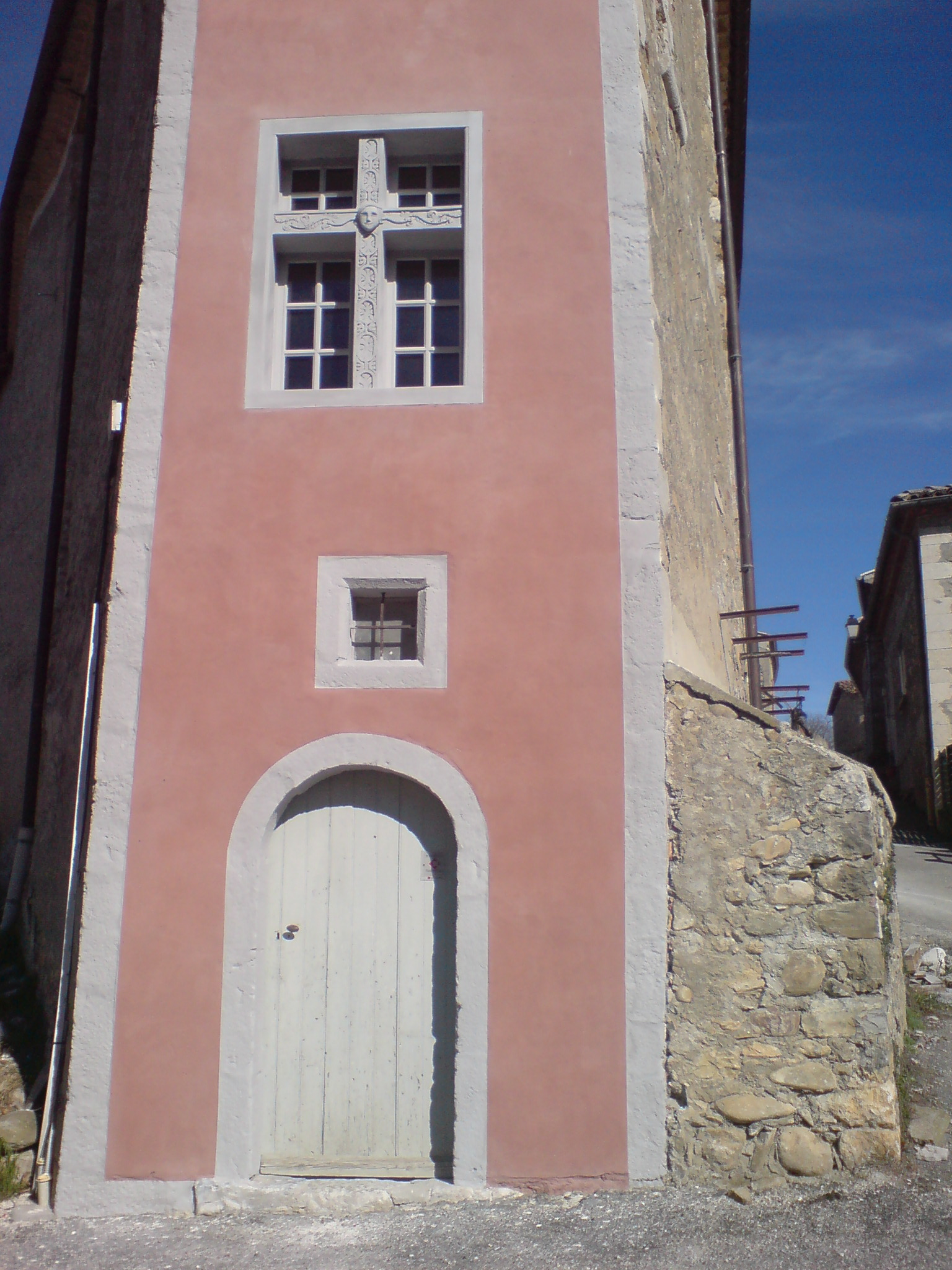
Détail d'une façade ancienne du village : les meneaux des croisées sont sculptés.

Au village, la plus ancienne maison, dont plusieurs fenêtres ont des meneaux, date de 1611 ; une pièce de la maison avait été aménagée en pigeonnier,. Au troisième étage, une pièce est dotée d'une cheminée monumentale. Haute de 2,6 m, elle est large de 2,25 m, et profonde de 1,3 m. Les piédroits soutenant le manteau sont ornés de gypseries à figures féminines. Elles sont probablement de la main du gypier Alexandre Augienne, qui a pu vivre au Forest d’Augienne dans le massif de Gâche, et a travaillé à Riez et au château de Laragne. La maison a été restaurée en 2008.
Un pigeonnier logé dans une tour à double toit se trouve route de Vaumeilh.
Le château de Saint-Didier est situé à proximité d'un pont de pierre qui était emprunté par l’ancienne route suivant la rive gauche de la Durance : sa voûte est à 15 m au-dessus du torrent du Riau.

### Châteaux et fortifications

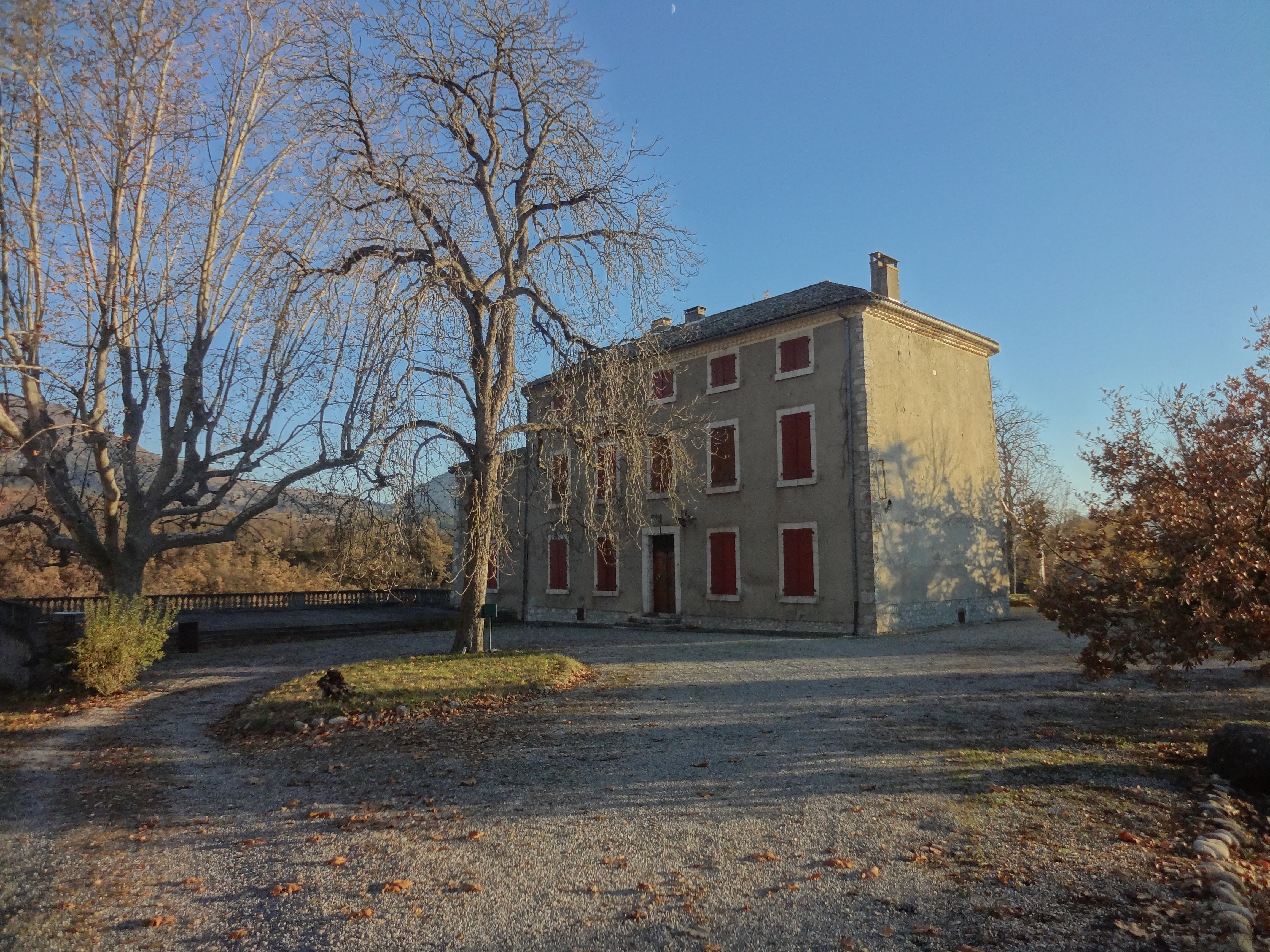
Château Saint-Didier.

L’ancien château fort des vicomtes de Valernes a été rasé : il ne reste d’ancien que les soubassements. Il a été reconstruit récemment.
Les murailles du castrum qui subsistent indiquent une fortification imposante, à la fois par le fruit de la base de la courtine, que les deux tours circulaires du XIIIe siècle (abaissées ultérieurement).
Le château ou bastide de Bagnols est construit à différentes époques : les murs sont du XVIe.
Les châteaux de Fombeton et de Saint-Didier sont des résidences campagnardes du XVIIe siècle.

### Art religieux

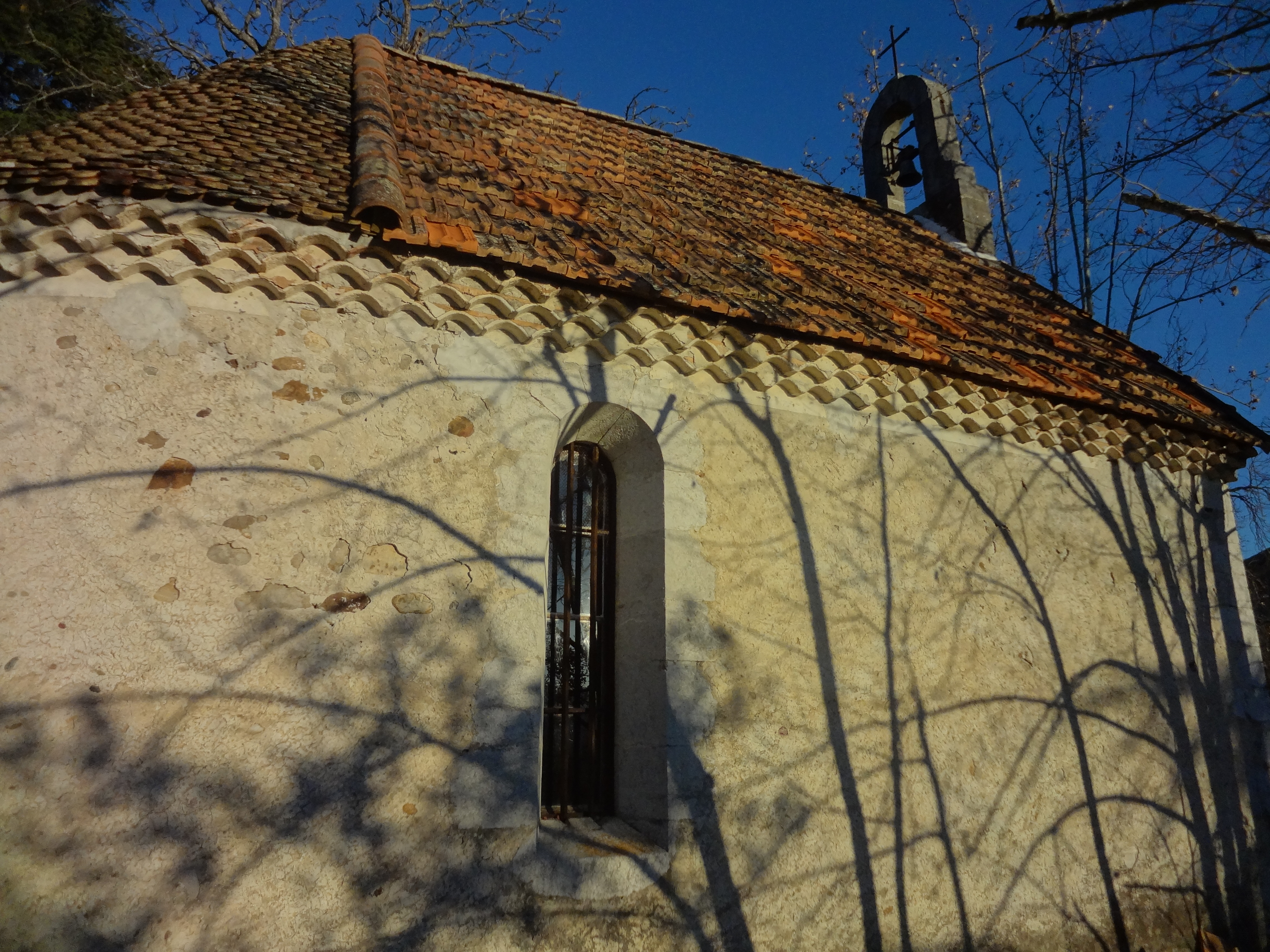
Chapelle privée du château Saint-Didier.

L’église paroissiale Sainte-Marie-Madeleine, romane tardive : la nef est sans travées ; exceptionnellement pour le département, elle est accostée de deux collatéraux. Les deux travées du collatéral nord sont voûtées en berceau, celles du collatéral sud sont voûtées d’arêtes. Travée du chœur et des collatéraux ont un chevet plat ; le chœur est voûté sous croisée d’ogives. Au total, l’église mêle différents styles, et il est possible que le chœur soit un reste d’un état précédent, de la fin du Moyen Âge. L’essentiel, sinon la totalité de la construction date des dernières années du XVIe siècle, et du début du XVIIe. Elle est dotée d’un clocher romano-lombard : carré, dont les trois niveaux sont soulignés d’un cordon et ouverts de baies, coiffé d’une flèche de pierre cantonnée de quatre pyramidions.
Les ruines de l’ancien prieuré Saint-Marcellin permettent d’envisager un bâtiment de prestige, construit au début du XIIIe siècle.

### Sites naturels
- Grotte du Château de Saint-Didier.

## Héraldique
| Blason de Valernes | Blason  | D'azur à un croissant d'argent, surmonté de deux étoiles d'or l'une sur l'autre. |
| Blason de Valernes | Détails | Le statut officiel du blason reste à déterminer.                                 |